# Аюд
Аюд (на румънски: Aiud; на унгарски: Enyed; на немски: Straßburg) е град в Румъния. Намира се в средната част на страната, в историческата област Трансилвания. Аюд е вторият по важност град в окръг Алба.
Според последното преброяване на населението (2002 г.) Аюд има 28 316 жители.

## География
Град Аюд се намира по средата на Трансилвания, на около 70 км югоизточно от Клуж-Напока. Намира се в долината на река Муреш. Западно от града се издига планината Бихор, а на изток се намира Трансилванското плато.

## Население
Румънците съставляват по-голямата част (78 %) от населението на Аюд, а съществуват циганско (4 %) и унгарско (18 %) малцинства. До средата на 20 век в града има значителен брой евреи и немци.

## Галерия
- Православна църква
- Римокатолическа църква
- Пътят към Алба Юлия